# D904i
FOMA D904i（フォーマ・ディー きゅう まる よん アイ）は、三菱電機によって開発された、NTTドコモの第三世代携帯電話（FOMA）端末である。

## 概要
904シリーズ最薄、16.8mmのスリムスライドボディを実現しており、D903iからは1.4mm薄くなった。
スライドの開閉はD901iSからD903iTVまで4代（6機種）続いた本体側面にあるボタンで開く「ワンプッシュオープン式」から、D901iで初採用され、手の大きさ・指の長さに関係なく、指で押し上げ途中からばねの力でスムーズに開く「アシストスライド式」に再変更された。
続くD704i、D905i、D705iも「アシストスライド式」を採用した。
過去にはV401DやV603SH、SoftBank 904SHでも搭載された、端末の傾きを感知する「モーションコントロールセンサー」をFOMA シリーズ初搭載。iモード絵文字・顔文字の呼び出しやミュージックスキップ等に利用できる。
スピードセレクターは、従来より高速にスクロール可能な「ターボモード」に進化。この端末のボタンは青色に光る。
FOMA 904i シリーズ共通の機能の中では、うた・ホーダイ、2in1、直感ゲームに対応した。
また903i シリーズ共通機能全てに対応。GPS、3Gローミング (WORLD WING) 対応。Windows Media Audio形式の音楽ファイル再生にD903iより引き続き対応、またデジタル著作権管理 (Digital Rights Management) に対応している事により、Napster等の有料音楽配信サイトの利用も可能である。利用に関しては、別売りのUSBケーブル、Windows XP及びWindows Vista対応パソコン、Windows Media Player10以上が必要である。
| 主な対応サービス           | 主な対応サービス                    | 主な対応サービス         | 主な対応サービス                       |
| -------------------------- | ----------------------------------- | ------------------------ | -------------------------------------- |
| DCMX／おサイフケータイ     | うた・ホーダイ                      | 着うたフル／着うた       | デジタルオーディオプレーヤー(WMA)(AAC) |
| 直感ゲーム／メガiアプリ    | Music&Videoチャネル／ビデオクリップ | 3Gローミング             | プッシュトーク                         |
| FOMAハイスピード           | GPS／ケータイお探し                 | デコメール／デコメ絵文字 | iチャネル                              |
| 着もじ                     | テレビ電話／キャラ電                | 電話帳お預かりサービス   | フルブラウザ                           |
| おまかせロック／バイオ認証 | 外部メモリーへiモードコンテンツ移行 | トルカ                   | iC通信／iCお引越しサービス             |
| きせかえツール／マチキャラ | バーコードリーダ／名刺リーダ        | 2in1                     | エリアメール                           |

1. ↑  「しゃべる」及び「体を動かす」は非対応。
2. ↑  BモードのメールはWebメールとなる。

### プリインストールiアプリ
- タマラン（直感ゲーム）
- Gガイド番組表リモコン
- DCMXクレジットアプリ
- ケータイクレジットiD
- 楽オク出品アプリ
- iアプリバンキング
- NAVITIME for D904i

## 歴史
- 2007年3月30日 - 技術基準適合証明（TELEC）通過
- 2007年4月3日 - 電気通信端末機器審査協会（JATE）通過
- 2007年4月23日 - D904i・F904i・N904i・P904i・SH904iの開発が発表。
- 2007年6月8日 - 発売開始
- 2008年6月3日 - ソフトウェアの更新

## 不具合
2008年6月3日に以下の不具合の修正がソフトウェアの更新でなされた。
- iアプリDX以外のiアプリ利用時に、GPSで測位した位置情報が通知できてしまう場合がある